# Jarki (Varaždin)
Jarki is een plaats in de gemeente Cestica in de Kroatische provincie Varaždin. De plaats telt 148 inwoners (2001).